# Dravidogecko beddomei
Dravidogecko beddomei — вид ящірок з родини геконових (Gekkonidae). Описаний у 2023 році.

## Назва
Вид названо на честь британського герпетолога Річарда Генрі Беддоума (1830—1911), який першим дослідив цю частину Західних Гат, де поширений вид.

## Поширення
Ендемік Індії. Поширений на плато Періяр на півдні Західних Гат.